# Rasteirinha
Rasteirinha (ou Ragafunk) é um subgênero musical surgido no Brasil no ano de 2012. Criado na cidade do Rio de Janeiro, assemelha-se ao funk brasileiro, porém diferencia-se por ser um ritmo mais cadenciado e com batidas mais lentas, aproximadamente 96 bpm.
Além do funk brasileiro, a rasteirinha recebe fortes influências de axé, samba e reggaeton, tendo expandido o gênero internacionalmente. Entre os principais expoentes do gênero estão os DJs e artistas Omulu, Munchi, Buraka Som Sistema e Pabllo Vittar.

## Exemplos de músicas rasteirinha
- MC WM - "Fuleragem"
- Preta Gil, Gloria Groove - "Só o Amor"
- Mulú - "Patrão"
- Pabllo Vittar, Thalía - "Tímida"